# Gare de Champigneulles
Gare de Champigneulles vasútállomás Franciaországban, Champigneulles településen.

## Vasútvonalak
Az állomást az alábbi vasútvonalak érintik:
- Párizs-Strasbourg-vasútvonal

## Kapcsolódó állomások
A vasútállomáshoz az alábbi állomások vannak a legközelebb:
- Gare de Nancy-Ville
- Gare de Frouard
- Gare de Liverdun
- Gare de Nancy-Saint-Georges